# Вахтангов Євген Багратіонович
Євген Багратіонович Вахтангов (вірм. Եվգենի Բագրատի Վախթանգով, рос. Евгений Багратионович Вахтангов; (1 лютого (13 лютого) 1883, Владикавказ — 29 травня 1922, Москва) — радянський актор, театральний режисер.

## Життєпис
Євген Вахтангов народився у Владикавказі, в заможно-патріархальної сім'ї тютюнового фабриканта вірменина Багратіона Вахтангова та Ольги Лебедєвої.
1903 року Євген Вахтангов вступив у Московський університет. З 1901 року брав участь в аматорських драматичних гуртках як актор та постановника.
У 1909 році поступив в театральну школу Олександра Адашева, після закінчення якої у 1911 році був прийнятий до числа співробітників МХАТу.
Засновник та керівник (з 1913 року) Студентської (в подальшому — «Мансуровської») студії, яка у 1921 році стала 3-ю Студією МХТ, а з 1926 року — театром імені Євгена Вахтангова. Похований на Новодівочому цвинтарі.